# Province de Shiribeshi
Pour les articles homonymes, voir Shiribeshi.
Shiribeshi (後志国, -no kuni) est une ancienne province du Japon à courte durée de vie qui se situait sur l'île de Hokkaido. Elle correspond à l'actuelle sous-préfecture de Shiribeshi agrandie d'une petite partie de la sous-préfecture de Hiyama.

## Histoire
- 15 août 1869 : la province de Shiribeshi est établie et divisée en 17 districts.
- 1872 : la population est de 19 098 habitants.
- 1882 : toutes les provinces de Hokkaido fusionnent.

## Districts
Les districts de l'ancienne province sont toujours utilisés dans la division de Hokkaido.
- Kudo (久遠郡?)
- Okushiri (奥尻郡?)
- Futoru (太櫓郡?), supprimé le 1er avril 1955.
- Setana (瀬棚郡?)
- Shimamaki (島牧郡?)
- Suttsu (寿都郡?)
- Utasutsu (歌棄郡?), supprimé le 15 janvier 1955.
- Isoya (磯屋郡?), ensuite écrit : 磯谷郡
- Iwanai (岩内郡?)
- Furu (古宇郡?)
- Shakotan (積丹郡?)
- Bikuni (美国郡?), supprimé le 30 septembre 1956.
- Furubira (古平郡?)
- Yoichi (余市郡?)
- Oshiyoro (忍路郡?), supprimé le 1er avril 1958.
- Takashima (高島郡?), supprimé le 1er septembre 1940.
- Otaru (小樽郡?), supprimé le 1er septembre 1940.